# Sibyllentürmchen

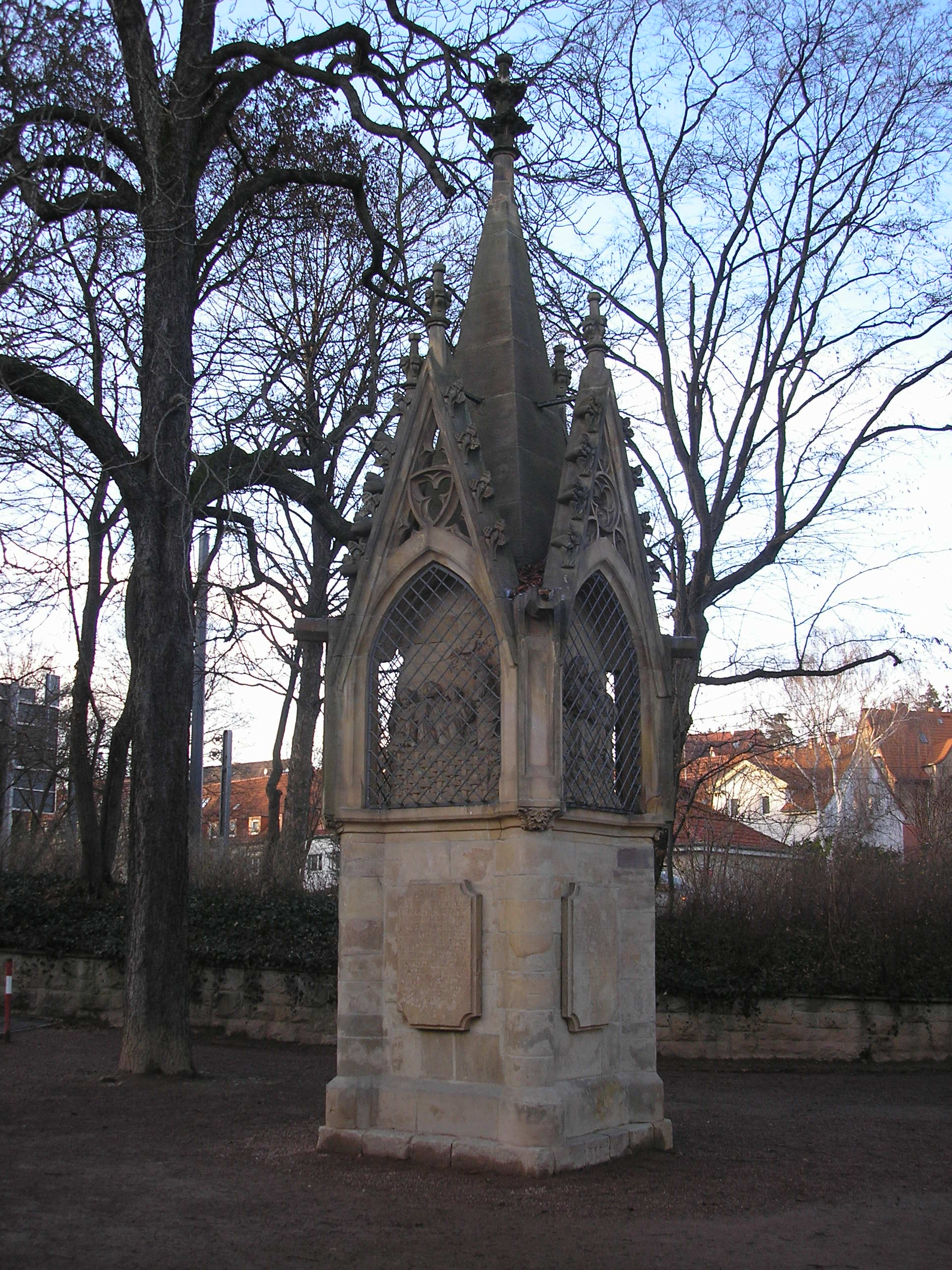
Das Sibyllentürmchen

Das Sibyllentürmchen ist eine Andachtssäule am Gothaer Platz unterhalb der Cyriaksburg im Westen von Erfurt (Brühlervorstadt). Es ist etwa in der Zeit zwischen 1370 und 1380 im gotischen Stil entstanden. 
Das Sibyllentürmchen zeigt Szenen aus der Passionsgeschichte in steinernen Reliefs auf seinen vier Seiten. Im ersten Relief ist der betende Christus in einem felsigen Garten zu sehen. Im zweiten Relief wird der Judaskuss, im dritten die Kreuzigung Jesu und im vierten die Beweinung Jesu dargestellt. 
Die Reliefs sind handwerklich roh gearbeitet und orientieren sich an den Arbeiten von Johann Gerhart, der einige Plastiken in der Severikirche hergestellt hat. 
Im Jahr 1716 ließ der Mainzer Erzbischof Lothar Franz von Schönborn das Türmchen wiederherstellen. Dabei wurde es auch auf einen neuen Sockel gestellt. Im 19. Jahrhundert wuchs die Stadt nach Westen, sodass das vorher frei in der Flur stehende Türmchen in die Platzgestaltung einbezogen wurde. 1993 wurde das Sibyllentürmchen saniert. 
Woher das Türmchen seinen Namen hat, ist nicht überliefert. Hierzu existieren mehrere Hypothesen, etwa dass es nach der Aufhebung der Belagerung Erfurts durch Kaiser Karl IV. im Jahr 1375 errichtet wurde. Eine andere Sage erzählt, dass Sibylle von Käfernburg ein Denkmal für ihren hier erschlagenen Bräutigam errichten ließ. Das Sibyllentürmchen diente der Andacht von Reisenden, die auf der Via regia von Westen in die Stadt kamen. Es ist die einzige erhaltene Andachtssäule aus dieser Zeit in Erfurt. 